# Finland (roman)
|  | For alternative betydninger af Finland, se Finland (flertydig). |
Finland er en ungdomsroman  fra 2006 af den danske forfatter Søren Damm.
Bogen handler om de to teenagere Anders og Marie, der går i 3.g.